# Матапан (монета)

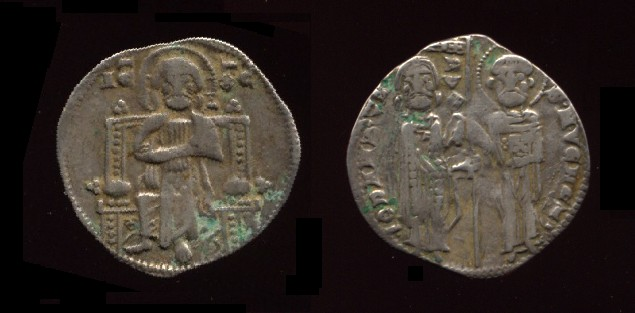
Матапан 1280 года

Матапан (итал. matapan) — венецианская серебряная монета оказавшая большое влияние на денежное обращение средневековой Европы и ставшая прообразом золотого дуката. Название матапан, согласно некоторым сведениям, происходит от арабского «mautaban», что значит «сидящий Христос». Подобное наименование объясняется тем, что главным изображением на монете был образ тронного Христа, заимствованный из византийских монет или, что менее вероятно, восходящий к мозаике в апсиде венецианского Сан Марко.
Матапан является одной из первых монет по типу гроша. Выпуск был начат во время правления дожа Энрико Дандоло (1192—1205) в 1202 году. Матапан представлял собой серебряную монету весом 2,178 г. Выпуск и широкое распространение новой монеты были обусловлены необходимостью снабжать армию наличными деньгами во время Четвёртого крестового похода. Равный 12 счётным денариям или 26 пикколо матапан содержал изображение дожа принимающего из рук апостола Марка герцогское знамя на аверсе и статую Христа на реверсе.
Матапан получил широкое распространение. Его подражания чеканили во многих итальянских государствах, а также на острове Хиос, Византии и Сербии. В Венеции в 1284 году начали чеканить золотые монеты, которые получили название дукатов. Их вид был идентичным серебряному матапану. Дукат вскоре стал одной из основных и наиболее распространённых монет Средневековья. Вследствие этого матапан стали называть «серебряным дукатом».
Чеканка венецианского матапана была прекращена во время правления дожа Андреа Дандоло (1343—1354).